# Leistungsbescheid
Der Leistungsbescheid ist ein häufiger Unterfall eines Bescheides und ein Verwaltungsakt, mit dem eine Behörde einen Leistungsanspruch mitteilt oder einen Zahlungsanspruch geltend macht.

## Arten
Zu unterscheiden ist zwischen einem Bewilligungsbescheid und einem Änderungsbescheid. Mit dem Bewilligungsbescheid wird dem Empfänger mitgeteilt, auf welcher Rechtsgrundlage und in welcher Höhe sein Leistungsanspruch festgelegt wird. Der Änderungsbescheid setzt das Vorhandensein eines Bewilligungsbescheids voraus und ändert dessen Inhalt. Mit einem Leistungsbescheid kann gegenüber dem Empfänger auch ein bestimmter für eine Amtshandlung zu entrichtender Betrag festgesetzt werden (z. B. Gebührenbescheid). Im Bescheid ist nachvollziehbar darzulegen, aus welchem Grunde er ergangen ist. Beispielsweise ergeht ein Bescheid über die Rückforderung zu Unrecht bezogener öffentlicher Mittel.

## Rechtsfragen
Als Verwaltungsakt unterliegt der Leistungsbescheid den Bestimmungen des Verwaltungsverfahrensgesetzes (VwVfG). Nach § 37 VwVfG muss er inhaltlich hinreichend bestimmt sein, wird im Regelfall schriftlich oder in elektronischer Form erteilt und muss die erlassende Behörde erkennen lassen und die Unterschrift oder die Namenswiedergabe des Behördenleiters, seines Vertreters oder seines Beauftragten enthalten. Bei einem schriftlichen Verwaltungsakt, der mit Hilfe automatischer Einrichtungen erlassen wird, können abweichend Unterschrift und Namenswiedergabe fehlen. 
Im Rahmen eines Leistungsbescheides erfolgen auch Leistungsbewilligungen nach den zwölf Büchern des Sozialgesetzbuches (etwa Arbeitslosengeld II, Sozialgeld und Leistungen für Bildung und Teilhabe nach § 19 SGB II) oder des Bundesausbildungsförderungsgesetzes (BAföG).
Ein Bescheid gilt nach § 122 Abs. 2 AO drei Tage nach der Erstellung als beim Empfänger zugegangen bzw. bekannt gegeben, womit auch die Fristberechnung beginnt. Ein Leistungsbescheid wird bestandskräftig, wenn er nicht mehr mit Rechtsbehelfen angefochten werden kann, entweder weil die Widerspruchsfrist abgelaufen ist oder weil die Rechtsmittel endgültig negativ beschieden wurden. Vollstreckbar ist der Leistungsbescheid (Forderung) grundsätzlich erst mit Eintritt seiner Bestandskraft. Unter bestimmten Voraussetzungen kann aus dem Bescheid sofort vollstreckt werden (z. B. bei der Anordnung der sofortigen Vollziehung).

## Vollziehung
Durch Vollziehung eines Leistungsbescheides tritt regelmäßig keine Erledigung ein, weil er als Rechtsgrund für die Vollziehung fortwirkt. Zahlt beispielsweise die Behörde auf einen ergangenen Leistungsbescheid, so entfällt dieser nicht wegen Erledigung, sondern er bleibt Rechtsgrund und wirkt fort.